# David Berlinski
David Berlinski (* 5. Februar 1942 in New York City) ist ein US-amerikanischer Mathematiker.

## Leben
David Berlinski promovierte in Philosophie an der Princeton University und arbeitete kurzzeitig als wissenschaftliche Hilfskraft und eine Art postdoctoral fellow an der Abteilung für Biologie der Columbia University. Er lehrte Philosophie, Mathematik und Englisch unter anderem an der Stanford University, der  Rutgers University, der City University of New York sowie der Sorbonne und hatte Forschungsaufenthalte am Internationalen Institut für angewandte Systemanalyse (IIASA) in Laxenburg und am Institut des hautes études scientifiques (IHES) bei Paris.
Berlinski hat Werke über Systemanalyse, Differentialtopologie, Theoretische Biologie, analytische Philosophie und Philosophie der Mathematik, sowie drei Romane veröffentlicht, außerdem allgemeinverständliche Bücher über mathematische und wissenschaftshistorische Themen. Aufsätze von ihm erschienen im Commentary Magazine, Forbes ASAP, in der Boston Review und am Discovery Institute in Seattle, der Organisation der wichtigsten Vertreter des Intelligent Design.
Berlinski arbeitete gemeinsam mit Marcel Schützenberger an einer mathematischen Kritik des Darwinismus. Als entschiedener Gegner der Evolutionstheorie ist er Fellow des Center for Science and Culture am Discovery Institute.

### Kritik
In seinem Artikel The Deniable Darwin (1996), der im Commentary-Magazine erschien, leugnete Berlinski die Evolutionstheorie. Ein angeblich plötzliches Auftauchen vieler Arten während der kambrischen Explosion, ein angebliches Fehlen von Fossilien, die Übergänge beweisen, die Evolution des Auges, die Evolution der Haie wären unter anderem Beweise, die gegen die Evolutionstheorie sprechen würden.  Der Wissenschaftshistoriker Ronald Numbers ordnete diesen Artikel der Intelligent-Design-Bewegung zu. Der Philosoph Daniel Dennett bezeichnete den Artikel als bullshit.
Berlinskis Buch The Deniable Darwin  wurde von etlichen Wissenschaftlern kritisiert, unter anderem von Eugenie Scott, Executive Director des National Center for Science Education: es unterscheide sich nicht wesentlich von den üblichen Scheinargumenten von Kreationisten.

## Veröffentlichungen
- On systems analysis : an essay concerning the limitations of some mathematical methods in the social, political and biological sciences
M.I.T. Press, Cambridge, Mass. 1976
- Black Mischief: The Mechanics of Modern Science, William Morrow & Co, New York 1986
- A Clean Sweep (Roman), St Martins Press, New York 1993
- Less Than Meets The Eye (Roman), St Martin's Press, New York 1994
- A Tour of the Calculus, Pantheon Books, New York 1995
- The Body Shop. An Aaron Asherfeld Mystery (Roman), St Martins Pr, New York 1996
- The Advent of the Algorithm, Harcourt Brace, New York 1999
- Newton's Gift, The Free Press, 2000
- The Secrets of the Vaulted Sky: Astrology and the Art of Prediction, Harcourt, 2003
- Infinite Ascent: A Short History of Mathematics, Modern Library, 2005
- The Devil's Delusion: Atheism and its Scientific Pretensions, 2008

Auf Deutsch:
- Apfel der Erkenntnis, Europäische Verlagsanstalt 2002
(Newton's Gift)